# Sdé-Nahum
Sdé-Nahum (שדה נחום) est une municipalité israélienne située dans la Vallée de Beït-Shéan.

## Historique
Sdé-Nahum est fondé en 1937. Le village tire son nom de Nahum Sokolow, président du mouvement sioniste mondial.
Il est l'une des implantations prévues dans le programme Tour et Muraille et ses fondateurs comptent d'anciens élèves de Mikvé-Israël, un groupe de jeunes originaires d'Autriche et un second composé d'immigrants venus de Pologne, de Russie et d'Allemagne.

## Économie
Les revenus du village proviennent de l'agriculture, d'une usine plasturgique et d'une entreprise d'agents de sécurité. Sdé-Nahum compte 600 habitants.

## Personnalités liées à la commune
- Arieh Warshel, prix Nobel de chimie en 2013, est né en 1940 dans le kibboutz de la commune.